# Theodulhütte
Die Theodulhütte (italienisch Rifugio del Teodulo; französisch Refuge du Théodule) liegt auf der Grenze zwischen Italien und der Schweiz auf 3317 m s.l.m. Höhe nördlich des Theodulpasses und nur wenige Meter unterhalb der Bergstation des Bontadini-Lifts.
Sie wird vom Club Alpino Italiano (CAI) betrieben und ist im Sommer von Juni bis September bewirtschaftet. Aufgrund ihrer Nähe zum Skigebiet Zermatt–Breuil-Cervinia hat die Hütte auch im Winter geöffnet. Mit 60 Betten (5 davon als Winterlager) ist sie ein wichtiger Ausgangspunkt für Bergtouren im Monte-Rosa-Gebiet, am Breithorn und am Kleinen Matterhorn.

## Geschichte
Eine erste Schutzhütte entstand 1852 auf den Resten einer alten Festungsanlage, die 1688 Herzog Viktor Amadeus II. auf der Passhöhe errichten ließ. Ende des 18. Jahrhunderts nutzte der Naturforscher Horace-Bénédict de Saussure eine einfache Steinhütte für seine Beobachtungen, die an gleicher Stelle entstanden war. Aus dem Baumaterial dieser beiden Vorgängerbauten entstand schließlich die erste kleine Schutzhütte.  
1864 und 1865 hielt sich der Glaziologe Daniel Dollfus-Ausset für längere Zeit in der Hütte auf, um Gletscher- und Meteorologiebeobachtungen zu betreiben. 1891 wurde die Schutzhütte erstmals erweitert. 1915 erwarb sie die Sektion Turin des CAI. 1920 begann die Sektion mit dem Bau des aktuellen Gebäudes, das 1926 fertiggestellt wurde. Das vierstöckige Gebäude verfügte über 67 Schlafplätze und trug damals noch den Namen Rifugio Principe di Piemonte.
Zwischen 2000 und 2010 fanden umfangreiche Renovierungsarbeiten statt, bei denen die Theodulhütte vergrößert wurde.

## Zugänge
- Von Seilbahnstation Plateau Rosa, 3490 m ⊙ Gletscher (30 Minuten)

## Nachbarhütten und Übergänge
- Zum Mezzalama-Schutzhütte, 3036 m ⊙
- Zum Rifugio Guide della Val d’Ayas, 3425 m ⊙
- Zur Monte-Rosa-Hütte, 2883 m ⊙
- Zur Schönbielhütte, 2694 m ⊙

## Galerie

Gefechtsübung des Bataillons 36 in den Resten der zerstörten Theodulhütte
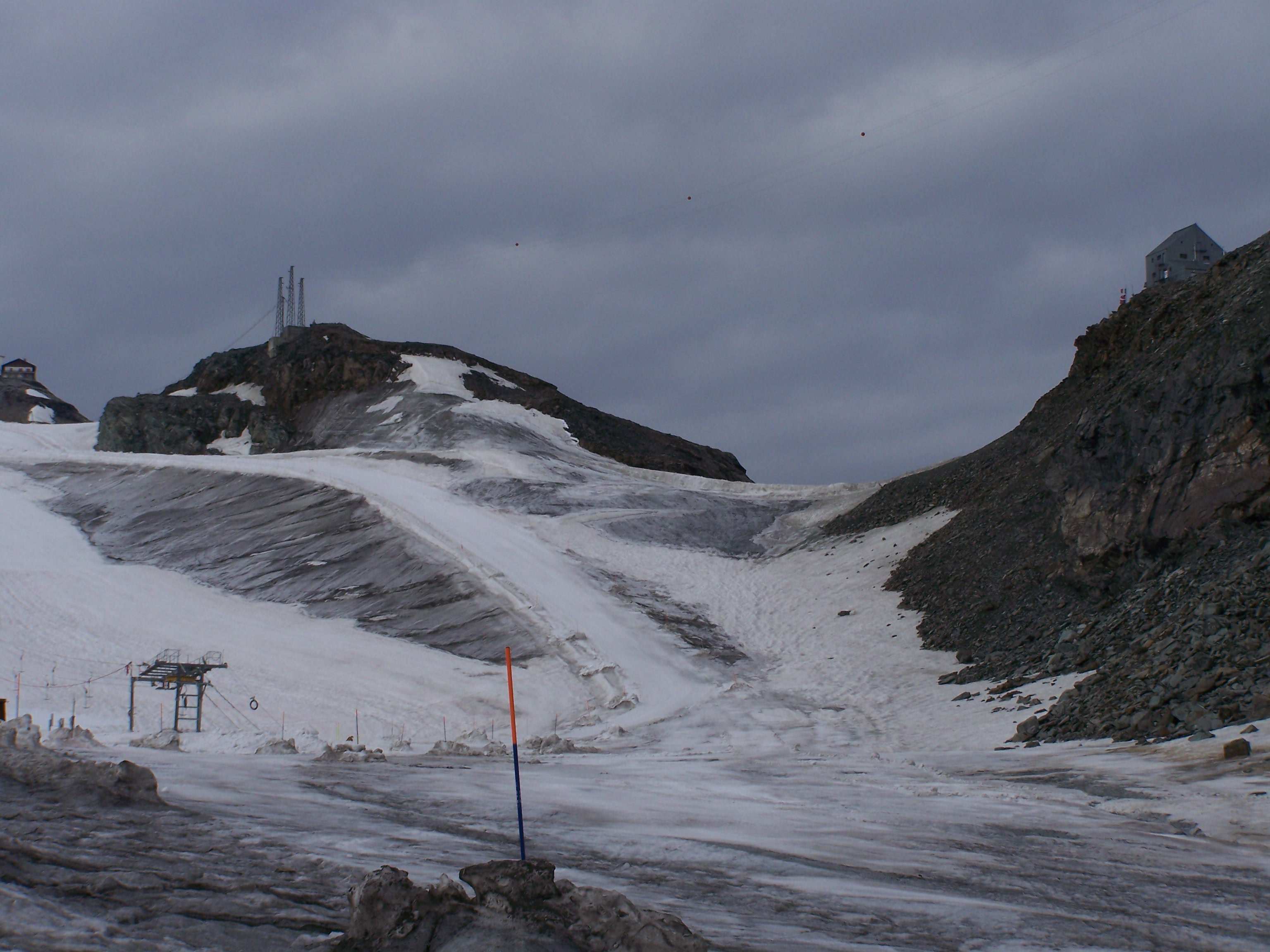
Die Hütte rechts über dem Pass
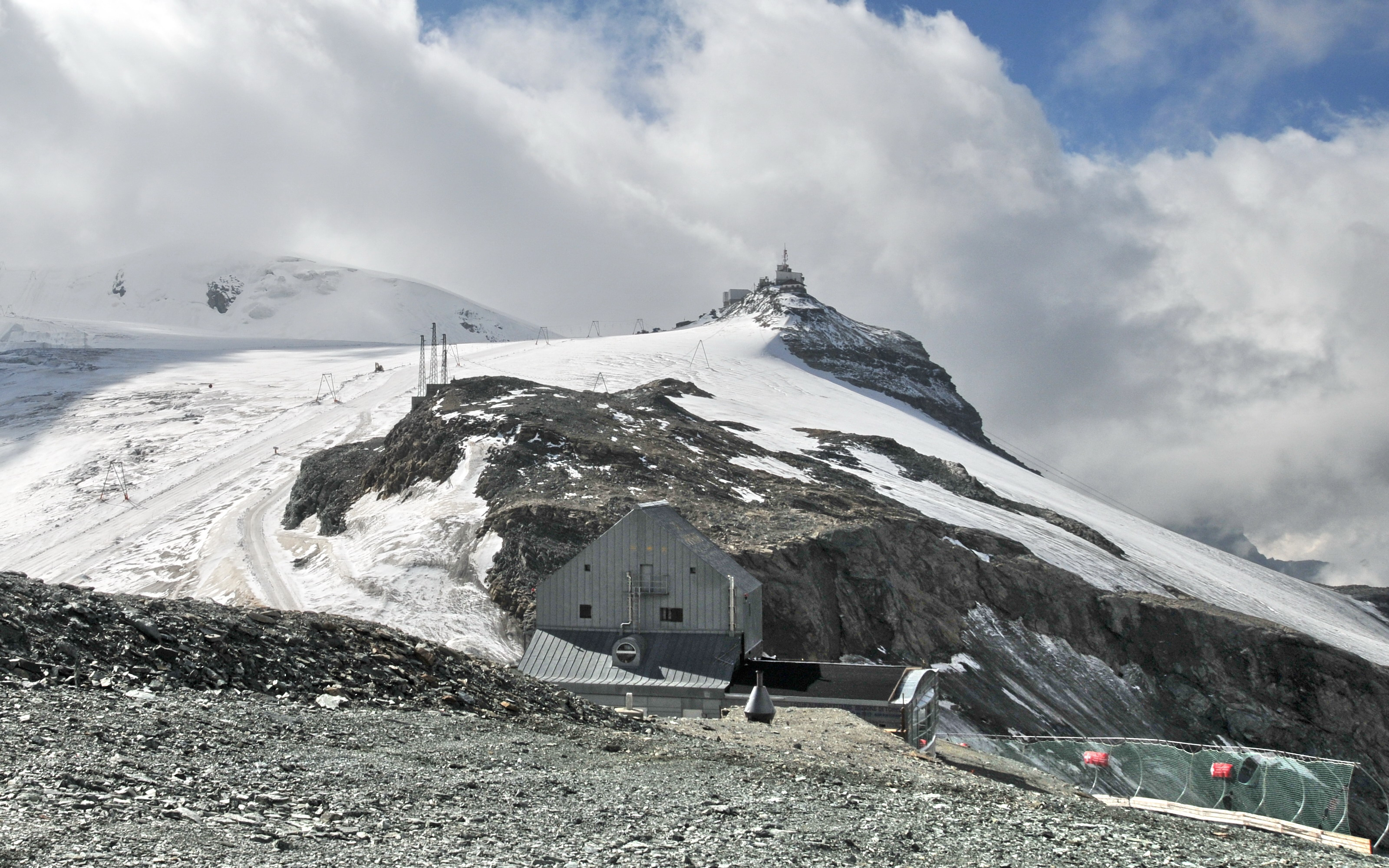
Blick von der Bergstation des Bontadini-Lifts auf Theodulhütte und Graukopf